# Gáldu
Gáldu – Kompetenscenter för urfolks rettigheter (Álgoalbmotvuolgatvuođaid gelbbolašvuođaguovddáš), är ett norskt centrum för frågor om ursprungsfolk.
Gáldu tillkom på initiativ av den norska regeringen och har till uppgift att öka kunskapen om och förståelsen för urfolkens, och särskilt samernas, rättigheter. Gáldu är beläget vetenskapsbyggnaden Diehtosiida i Kautokeino och delar byggnad med bland annat Samiska högskolan.
Verksamheten finansieras av den norska regeringen. Centret ger ut tidningen Gáldu čála.